# Билык, Богдан Васильевич
Богдан Васильевич Билык (12 сентября 1931, Сокаль, теперь Львовская область, Украина) — 28 декабря 2014, Львов) — украинский лесовод, профессор кафедры лесных машин и гидравлики Национального лесотехнического университета Украины, кандидат технических наук, доцент. Член-корреспондент Лесоводческой академии наук Украины
.

## Биография
Богдан Билык родился 12 сентября 1931 года в городе Сокаль в семье учителей Василия и Стефании Билык. Учился в начальной школе Сокаля, впоследствии — в 1—3 классах Сокальской гимназии (1941—1944). В 1948 году окончил Сокальскую среднюю школу. Высшее образование получил в Львовском лесотехническом институте по специальности — «Лесоинженерное дело», квалификация — «Инженер-технолог».
В 1953 году начал педагогическую деятельность в Львовском лесотехническом институте ассистентом кафедры сухопутного транспорта леса. В 1960—1963 годах был аспирантом этой кафедры, в 1963—1967 — ассистентом и старшим преподавателем. В 1965 году при Московском лесотехническом институте защитил кандидатскую диссертацию по техническим наукам по специальности «Машины и механизмы лесоразработок, лесозаготовок, лесного хозяйства и деревообрабатывающих предприятий» на тему «Исследование режимов работы лесовозных автомобилей в горных районах Карпат». В 1968 году ему присвоено учёное звание доцента по кафедре транспорта леса Львовского лесотехнического института. С 1967 по 1992 годы работал доцентом кафедры механизации лесоразработок и транспорта леса, а с 1992 года по 2002 декан, профессор кафедры лесных машин и гидравлики Национального лесотехнического университета Украины.
С 1971 года осуществлял руководство аспирантурой. Под его руководством защищено 2 кандидатских диссертации. Преподавательскую работу проводил по специальности «Оборудование лесного комплекса», преподавал дисциплину «Теория и проектирование самоходных лесных машин».
В ноябре 1993 года его избрали членом-корреспондентом Лесоводческой Академии Наук Украины, награждён знаком «Отличник образования Украины» (1995), за весомый вклад в подготовку высококвалифицированных специалистов и плодотворную научную и педагогическую деятельность ему присвоено почётное звание «Заслуженный работник народного образования Украины» (1999).
С апреля 1993 г. работал деканом Лесомеханического факультета Украинского национального лесотехнического университета. После провозглашения независимости Украины проводил активную общественную деятельность. В 1992 г. был одним из основателей Ассоциации преподавателей и сотрудников лесотехнического института и стал её председателем. Принимал активное участие в учреждении национального союза педагогических и научных работников Львовщины и является членом её совета. Он являлся членом Научного общества имени Тараса Шевченко, «Просвиты» и Всеукраинского Педагогического Общества имени Ващенко.

## Научные труды
Направлением научных исследований профессора Билыка Б. В. являлись исследования динамики лесотранспортных средств, моделирование динамических процессов в трансмиссии и ходовой системе колесных машин и оптимизация их параметров, создания соответствующего программного компьютерного обеспечения. Богдан Васильевич Билык автор более 100 научных статей, автор и соавтор научно-популярной и учебно-методической литературы:
- Білик Б. В. Проектування самохідних лісових машин: Навчальний посібник. — Київ-Львів: 1998. — 195 с.
- Білик Б. В., Адамовський М. Г. Теорія самохідних лісових машин: Навчальний посібник. — Київ-Львів: 1998. — 208 с.
- Білик Б. В., Адамовський М. Г. Проектування самохідних лісових машин: вибір параметрів, компонування і тяговий розрахунок. — Львів: 2005. — 164 с.
- Білик Б. В. Вибір параметрів, компонування і тяговий розрахунок колісних харвестерів. Методичні вказівки до курсового і дипломного проектування. — Львів: НЛТУ України, 2005. — 102 с.
- Білик Б. В. Конструювання і розрахунок коробки передач автотранспортного засобу. — Львів: НЛТУ України, 2006. − 42 с.
- Білик Б. В., Кусий А. Г., Борис М. М. Методичні вказівки до виконання лабораторних робіт з дисципліни «Автомобілі та трактори». — Львів: РВВ НЛТУ України, 2008. — 77 с.
- Білик Б. В. Структура процесу проектування лісотранспортних засобів і вимоги до математичного моделювання // Науковий вісник Національного лісотехнічного університету України: Збірник науково-технічних праць. Випуск 3.1. — Львів: УкрДЛТУ, 1995. — С. 66-74.
- Білик Б. В., Борис М. М., Кусий А. Г. Крутильні коливання в трансмісіях повнопривідних машин з реактивними контурами // Науковий вісник Національного лісотехнічного університету України: Збірник науково-технічних праць. — Львів: НЛТУ України. — 2008. — Випуск 18.2. — С. 236—241.

## Награды
За плодотворную многолетнюю научную работу профессору Билыку был присвоен ряд званий:
- 1993 — «Отличник образования Украины».
- 1999 — «Заслуженный работник народного образования Украины».